# Diplolaena dampieri
Diplolaena dampieri är en vinruteväxtart som beskrevs av René Louiche Desfontaines. Diplolaena dampieri ingår i släktet Diplolaena och familjen vinruteväxter. Inga underarter finns listade i Catalogue of Life.